# Silou Buttu
Silou Buttu is een bestuurslaag in het regentschap Simalungun van de provincie Noord-Sumatra, Indonesië. Silou Buttu telt 564 inwoners (volkstelling 2010).